# Мілієве
Мілі́єве — село в Україні, у Вижницькій міській громаді Вижницького району Чернівецької області України. Відстань до Вижниці становить близько 11 км і проходить автошляхом територіального значення Т 2601.

## Географія
Село розташоване в західній частині Вижницького району Чернівецької області та межує з Івано-Франківською областю
Через село протікає річка, яку односельчани називають Теплицею, а також Млинівкою. Перша назва дана тому, що вона не замерзає взимку, а друга — на початку річки розташований млин. За селом протікає річка Черемош, яка колись служила кордоном.
Мілієве — невелике село, яке простягається із заходу на схід на 5 км та із півночі на південь на 2 км.
До Міліївської сільської ради відносяться три села — Мілієве, Кибаки та Середній Майдан. Також в цьому селі є ще два висілки Царина та Коритниця.

## Історія
Вперше село згадується 29 березня 1451 року в книгах галицького суду.
Мешканці села зазнали каральної акції операції «Захід».
З 1991 року в складі незалежної України.
У середині вересня 2014 року громада села Мілієве перейшла від УПЦ МП до УПЦ КП з огляду на двозначну позицію Московської патріархії щодо вторгнення російських військ на територію України.
16 вересня 2016 року шляхом об'єднання сільських рада, село увійшло до складу Вижницької міської громади, до цього органом місцевого самоврядування була Міліївська сільська рада.

## Населення
Згідно з переписом УРСР 1989 року чисельність наявного населення села становила 2017 осіб, з яких 952 чоловіки та 1065 жінок.
За переписом населення України 2001 року в селі мешкало ▲2058 осіб.
У 2022 році чисельність населення становила ▲2145 осіб.

### Мова
Розподіл населення за рідною мовою за даними перепису 2001 року:
| Мова       | Відсоток |
| ---------- | -------- |
| українська | 99,42 %  |
| російська  | 0,48 %   |
| румунська  | 0,1 %    |

## Походження назви
Історія походження назви села є дуже цікавою, адже побутують кілька версій.
Найбільш відомою є версія, що село перейняло свою назву від імені пана Омельяна, якого в селі називали Мільо. Так, у нього була власна садиба в центрі села та великий сад. І одна з вулиць, що розташована на місці того саду так і зветься між людьми «Сад».
Інша версія відноситься вже до географічного аспекту. Серед населення села побутує думка, що назва походить від форування рельєфу в даній місцевості. Так як біля села протікає річка Черемош, то в давніші часи вона була настільки бурхливою та повноводною, що весною виходила з берегів та затоплювала велику теретирію. З часом річка міліла. Завдяви Черемошу, що мілів, пішла і назва «Міліїв», «Мілієво» та «Мілієве».

## Відомі особи
- Загул Дмитро Юрійович — український поет-символіст, літературознавець, критик, публіцист, перекладач, педагог, громадський діяч.
- Соколович Катерина Костянтинівна (1924—1998) — новатор сільськогосподарського виробництва, льонарниця, Герой Соціалістичної Праці (1966).
- Фоменко Петро Іванович (нар. 27 серпня 1926, с. Драгомирівка Актюбинської області) — військовик, господарник. Учасник німецько-радянської війни. Нагороджений двома орденами Леніна, (1958, 1966), Жовтневої революції (1971), двома срібними і бронзовою медалями ВДНХ.
- Церенюк Іван Іванович — провідник Чернівецького (сільського) районного проводу ОУН (1946-05.1947), провідник Вашковецького районного проводу ОУН (06.11.1947). Загинув поблизу села.

## Галерея

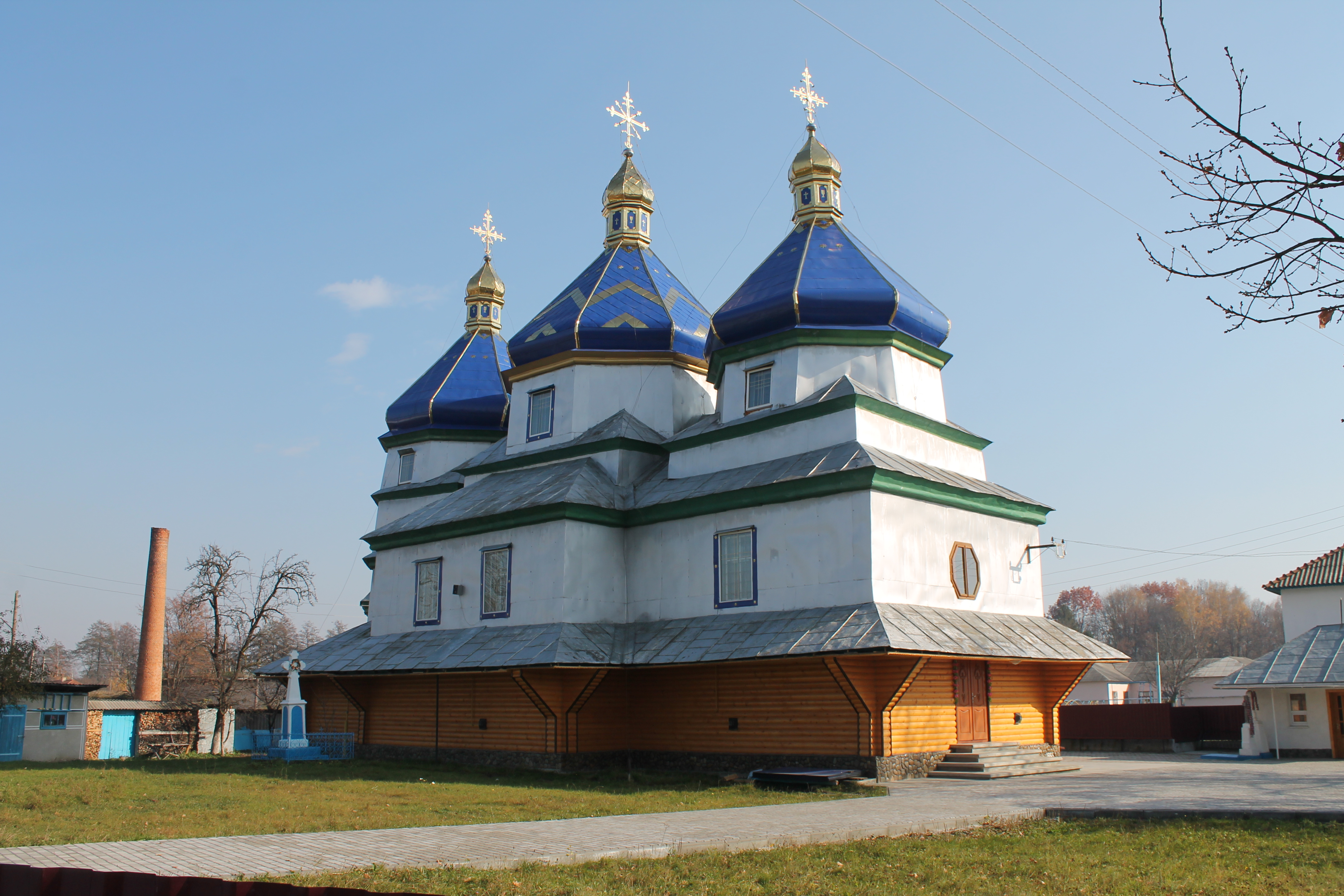
Церква Святої Параскеви у с. Мілієве
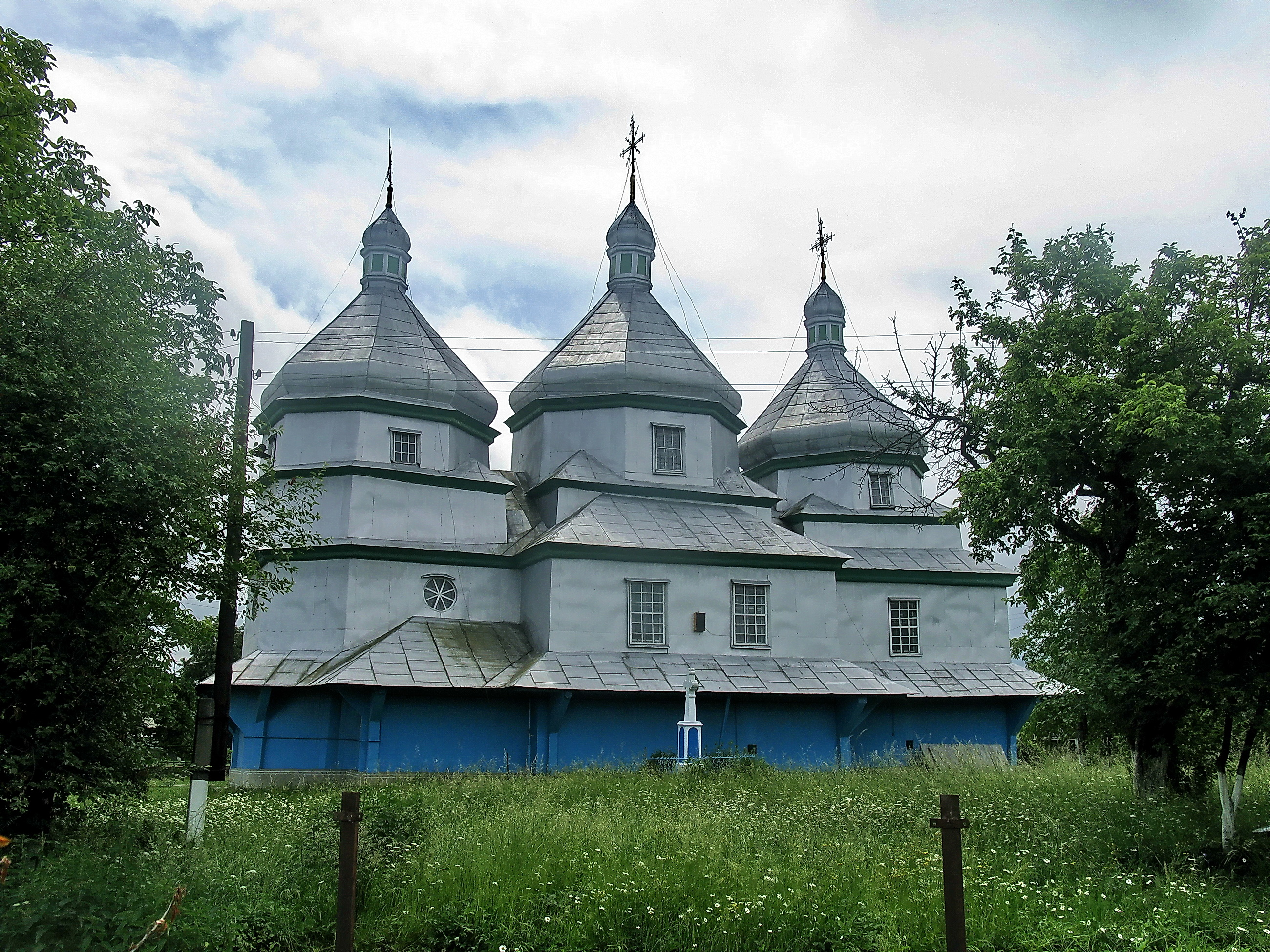
Церква